# Don't be shy
『Don't be shy』（ドント ビー シャイ）は、日本の女性歌手、観月ありさの10枚目のシングル。

## 解説
- ジャミー・ディーの同タイトル曲をカヴァーしたもの。
- 彼女のシングルにおいて、初めてリミックスが収録されている。
- 順位、売上枚数ともに前作を大きく下回ってしまった。

## 収録曲
1. Don't be shy
作詞：岩里祐穂　作曲：F&M Project　編曲：星野靖彦
森永製菓「小枝」TV-CFソング。
2. Don't be shy（Re-Mix）
3. Don't be shy（Extended Mix）
4. Don't be shy（Original Karaoke）

## 収録アルバム
- FIORE II Alisa Mizuki Best Song Collection
- HISTORY～ALISA MIZUKI COMPLETE SINGLE COLLECTION～
- VINGT-CINQ ANS